# Hvalvík
Hvalvík este un oraș din Insulele Faroe.